# Szykoń łęgowiec
Szykoń łęgowiec (Pterostichus strenuus) – gatunek chrząszcza z rodziny biegaczowatych i podrodziny dzierowatych. Zamieszkuje palearktyczną Eurazję, a ponadto zawleczony został do nearktycznej Ameryki.

## Taksonomia
Gatunek ten opisany został po raz pierwszy w 1796 roku przez Georga W.F. Panzera pod nazwą Carabus strenuus.

## Morfologia
Chrząszcz o wydłużonym ciele długości od 5 do 7 mm. Ubarwienie ma czarne z smoliście ciemnobrązowym do czarnego wierzchem, czerwonobrązowymi odnóżami i głaszczkami oraz zazwyczaj z czerwonobrązowym pierwszym, a czasem także drugim i trzecim członem czułków. Czułki i odnóża nie są jak na przedstawiciela rodzaju szczególnie wydłużone.
Głowa nie jest wyraźnie za oczami przewężona i ma dwie pary szczecinek nadocznych (supraorbitalnych), a część nasadową delikatnie mikrorzeźbioną, robiącą wrażenie gładkiej nawet w dużym powiększeniu. Trzeci człon czułków poza szczecinkami dotykowymi pozbawiony jest owłosienia.
Przedplecze jest w zarysie sercowate, o krawędziach bocznych silnie zafalowanych, w tylnej części wklęsłych, a krawędzi nasadowej znacznie węższej od podstawy pokrywy. Ma ono część tylną dłuższą niż u P. diligens, niezaokrąglone, ostre kąty tylne, powierzchnie przed kątami delikatnie mikrorzeźbione, robiące wrażenie gładkich nawet w dużym powiększeniu oraz jedną parę dużych, głębokich i grubo punktowanych dołków przypodstawowych. Wszystkie szczecinki przedplecza są brzeżne. 
Pokrywy są lśniące, całkowicie u podstawy obrzeżone, o wyraźnie zaznaczonych barkach, długich i głębokich, pozbawionych punktów pępkowatych rządkach przytarczkowych oraz płytkich i wyraźnie punktowanych rzędach, z których siódmy zwykle jest delikatny i ku tyłowi zanika, będąc dalej reprezentowanym przez szereg punktów. Występuje od dwóch do pięciu (zwykle trzy) chetoporów (punktów szczecinkowych) dyskalnych w trzecim międzyrzędzie, z których pierwszy leży nie dalej niż w ⅓ długości pokrywy, a rzadko obecny jest także pojedynczy chetopor dyskalny w międzyrzędzie piątym. Chetopory te nie są powiększone ani pogłębione. Występują zarówno osobniki długoskrzydłe, jak i o tylnej parze skrzydeł skróconej. 
Spód przedplecza i boki przedpiersia są połyskujące, co najwyżej delikatnie mikrorzeźbione, pokryte rozproszonymi, grubymi, ale bardzo płytkimi punktami. Krętarze tylnej pary odnóży osiągają niemal połowę długości ud. Stopy wszystkich par mają pozbawione podłużnych bruzd środkowych powierzchnie grzbietowe oraz porośnięte szczecinkami spody ostatnich członów.
Odwłok ma pozbawione bruzd poprzecznych sternity.

## Ekologia i występowanie
Owad rozmieszczony od nizin po góry. Zamieszkuje stanowiska wilgotne (higrofil) o różnym stopniu zacienienia, najchętniej o podłożu próchniczym lub gliniastym. Zasiedla wilgotne lasy liściaste, w tym galeriowe i zalewowe, porośnięte roślinnością pobrzeża wód, nieodległe od wody łąki, wilgotne polany i przesieki. Bytuje najczęściej wśród butwiejącej ściółki i mchów. Postacie dorosłe aktywne są od wiosny do jesieni i stanowią stadium zimujące. Zarówno one, jak i larwy są drapieżnikami.
Chrząszcz ten jest gospodarzem grzyba Laboulbenia argutoris z rzędu owadorostowców.
Gatunek pierwotnie palearktyczny o eurosyberyjskim typie rozsiedlenia, zawleczony ponadto do Kanady w nearktycznej Ameryce Północnej. W Europie znany jest z Hiszpanii, Irlandii, Wielkiej Brytanii, Francji, Belgii, Holandii, Niemiec, Szwajcarii, Liechtensteinu, Austrii, Włoch, Danii, Szwecji, Norwegii, Finlandii, Estonii, Łotwy, Litwy, Polski, Czech, Słowacji, Węgier, Białorusi, Ukrainy, Mołdawii, Rumunii, Bułgarii, Słowenii, Chorwacji, Bośni i Hercegowiny, Serbii, Czarnogóry, Albanii, Macedonii Północnej, Grecji oraz europejskiej części Rosji. W Azji podawany jest z syberyjskiej i dalekowschodniej części Rosji, anatolijskiej części Turcji, Kazachstanu, Uzbekistanu i Iranu. Na północ sięga aż za koło podbiegunowe.